# Coupe du monde féminine de cyclisme sur route 2009
Navigation
Édition précédente Édition suivante
La Coupe du monde de cyclisme sur route féminine 2009 est la 12e édition de la Coupe du monde de cyclisme sur route féminine.

## Courses
| Date              | #  | Course                                       | Pays      | Vainqueur           | Équipe                  |
| ----------------- | -- | -------------------------------------------- | --------- | ------------------- | ----------------------- |
| 29 mars 2009      | 1  | Trofeo Alfredo Binda-Comune di Cittiglio     | Italie    | Marianne Vos        | Équipe des Pays-Bas     |
| 5 avril 2009      | 2  | Tour des Flandres                            | Belgique  | Ina-Yoko Teutenberg | Columbia-Highroad Women |
| 13 avril 2009     | 3  | Univé Tour de Drenthe                        | Pays-Bas  | Emma Johansson      | Red Sun Cycling Team    |
| 22 avril 2009     | 4  | Flèche wallonne                              | Belgique  | Marianne Vos        | Team DSB Bank           |
| 10 mai 2009       | 5  | Tour de Berne                                | Suisse    | Kristin Armstrong   | Cervélo Testteam        |
| 30 mai 2009       | 6  | Coupe du monde cycliste féminine de Montréal | Canada    | Emma Pooley         | Cervélo Testteam        |
| 31 juillet 2009   | 7  | Open de Suède Vårgårda TTT                   | Suède     | Cervélo Testteam    | Cervélo Testteam        |
| 2 août 2009       | 8  | Open de Suède Vårgårda                       | Suède     | Marianne Vos        | Team DSB Bank           |
| 22 août 2009      | 9  | Grand Prix de Plouay                         | France    | Emma Pooley         | Cervélo Testteam        |
| 13 septembre 2009 | 10 | Tour de Nuremberg                            | Allemagne | Kirsten Wild        | Cervélo Testteam        |

## Équipes UCI
| Code UCI | Nom                                      | Pays        | Site web                        |
| -------- | ---------------------------------------- | ----------- | ------------------------------- |
| TUE      | Team Uniqa - Elk                         | Autriche    |                                 |
| LBL      | Lotto-Belisol Ladies                     | Belgique    | lottoladiescycling.be           |
| VLL      | Topsport Vlaanderen Thompson Ladies Team | Belgique    | cyclingteam-vlaanderen.be       |
| BPD      | Bizkaia Durango                          | Espagne     | duranguesa.com                  |
| DKT      | Debabarrena - Kirolgi                    | Espagne     |                                 |
| LTK      | Lointek                                  | Espagne     | equipociclistaugeraga.com       |
| ESG      | ESGL 93 - GSD Gestion                    | France      | team-esgl93.fr                  |
| FUT      | Vienne Futuroscope                       | France      | cyclisme-vienne-futuroscope.com |
| VOR      | Vision 1 Racing                          | Royaume-Uni | vision1racing.com               |
| RLT      | Cervélo Testteam                         | Allemagne   | cervelo.com                     |
| NUR      | Nürnberger Versicherung                  | Allemagne   | equipe-nuernberger.de           |
| TCW      | Team Columbia High Road Women            | Allemagne   | highroadsports.com/team         |
| GPC      | Giant Pro Cycling                        | Hong Kong   | cycling-sports.com              |
| FEN      | Fenixs                                   | Italie      |                                 |

| Code UCI | Nom                               | Pays           | Site web                 |
| -------- | --------------------------------- | -------------- | ------------------------ |
| GAU      | Gauss RDZ Ormu - Colnago          | Italie         | gsgauss.it               |
| MSI      | Selle Italia Ghezzi               | Italie         | czdteam.it               |
| TOG      | Top Girls Fassa Bortolo Raxy Line | Italie         | gstopgirls.com           |
| MIC      | S.C. Michela Fanini Record Rox    | Italie         | michelafanini.com        |
| DGC      | Team Cmax Dilà                    | Italie         | teamcmax.com             |
| USC      | USC Chirio Forno d'Asolo          | Italie         | www.chiriofornodasolo.it |
| SAF      | Safi-Pasta Zara-Titanedi          | Italie         | dream-t.com              |
| DSB      | DSB Bank LTO                      | Pays-Bas       | dsbcyclingteam.nl        |
| LNL      | Leontien.nl                       | Pays-Bas       | leontien.nl              |
| RSC      | Red Sun Cycling Team              | Pays-Bas       | red-suncycling.nl        |
| FLX      | Team Flexpoint                    | Pays-Bas       | teamflexpoint.com        |
| HPU      | Team Hitec Products UCK           | Norvège        | hitecproducts-uck.no     |
| MTW      | MTN                               | Afrique du Sud | ryder.co.za              |
| PTG      | Petrogradets                      | Russie         | petrogradets.ru          |
| BCT      | Bigla Cycling Team                | Suisse         | biglacyclingteam.ch      |

## Classements finals

### Classement individuel
| #  | Cycliste            | Équipe | 1  | 2  | 3  | 4  | 5  | 6  | 7  | 8  | 9  | 10 | Total |
| -- | ------------------- | ------ | -- | -- | -- | -- | -- | -- | -- | -- | -- | -- | ----- |
| 1  | Marianne Vos        | DSB    | 75 | 24 | 18 | 75 | 50 | -  | 16 | 75 | 50 | 24 | 407   |
| 2  | Emma Johansson      | RSC    | 50 | 35 | 75 | 50 | 27 | 50 | 14 | 35 | 35 | 8  | 379   |
| 3  | Kirsten Wild        | CWT    | 27 | 50 | 11 | 0  | -  | 0  | 35 | 50 | -  | 75 | 248   |
| 4  | Ina-Yoko Teutenberg | TCW    | -  | 75 | 21 | 0  | -  | -  | 30 | 0  | -  | 35 | 161   |
| 5  | Emma Pooley         | CWT    | 0  | -  | -  | 0  | 0  | 75 | 35 | -  | 75 | -  | 150   |
| 6  | Kristin Armstrong   | CWT    | 35 | 3  | -  | -  | 75 | -  | 35 | 1  | -  | -  | 149   |
| 7  | Loes Gunnewijk      | FLX    | 24 | 15 | 50 | 15 | 7  | -  | 25 | 3  | 6  | 0  | 145   |
| 8  | Trixi Worrack       | NUR    | 0  | 10 | 0  | 0  | 35 | 35 | 20 | 21 | 2  | 0  | 123   |
| 9  | Grace Verbeke       | LBL    | 4  | 11 | 27 | 7  | 24 | -  | -  | -  | 30 | -  | 103   |
| 10 | Andrea Bosman       | LNL    | 9  | -  | 8  | 8  | 30 | -  | 13 | 27 | 8  | 0  | 103   |

### Classement par équipes
| #  | Équipe                         | Code | 1   | 2  | 3  | 4  | 5  | 6   | 7   | 8  | 9  | 10 | Total |
| -- | ------------------------------ | ---- | --- | -- | -- | -- | -- | --- | --- | -- | -- | -- | ----- |
| 1  | Cervélo TestTeam Women         | CWT  | 65  | 65 | 41 | 53 | 88 | 117 | 140 | 61 | 75 | 75 | 780   |
| 2  | DSB Bank LTO                   | DSB  | -   | 25 | 18 | 75 | 50 | -   | 64  | 88 | 50 | 24 | 394   |
| 3  | Red Sun Cycling Team           | RSC  | 50  | 35 | 75 | 50 | 27 | -   | 56  | 35 | 48 | 8  | 384   |
| 4  | Equipe Nürnberger Versicherung | NUR  | 51  | 17 | 30 | 30 | 41 | 46  | 80  | 21 | 2  | 27 | 345   |
| 5  | Team Columbia Women            | TCW  | 7   | 75 | 21 | 30 | 23 | 10  | 120 | 9  | 0  | 35 | 330   |
| 6  | Team Flexpoint                 | FLX  | 24  | 24 | 50 | 15 | 28 | -   | 100 | 29 | 23 | 0  | 293   |
| 7  | Lotto-Belisol Ladies           | LBL  | 14  | 11 | 36 | 7  | 39 | 0   | -   | -  | 31 | 50 | 188   |
| 8  | Bigla Cycling Team             | BCT  | 0   | 18 | 0  | 37 | 2  | -   | 60  | 46 | 0  | 5  | 168   |
| 9  | Équipe nationale des Pays-Bas  | NED  | 104 | 0  | 0  | 0  | 30 | -   | -   | -  | 19 | 0  | 153   |
| 10 | Leontien.nl                    | LNL  | -   | 0  | 44 | 8  | -  | -   | 52  | 29 | -  | 11 | 144   |